# الانتخابات العامة الليبية 1964
الانتخابات العامة أجريت بليبيا في العاشر من أكتوبر 1964. بعد انتخابات 1952 تم حظر الأحزاب السياسية بالبلاد، لذا خاض كل المرشحين المتنافسين الانتخابات كمستقلين. رغم أن الناطق باسمها قد أعتقل، تمكنت المعارضة لسياسية من الحصو على تمثيل داخل قبة البرلمان. نتيجةً لذلك، قام المللك إدريس بحل المجلس النيابي وإجراء انتخابات مبكرة بعد سنة واحدة.